# Pfarrkirche Altlengbach

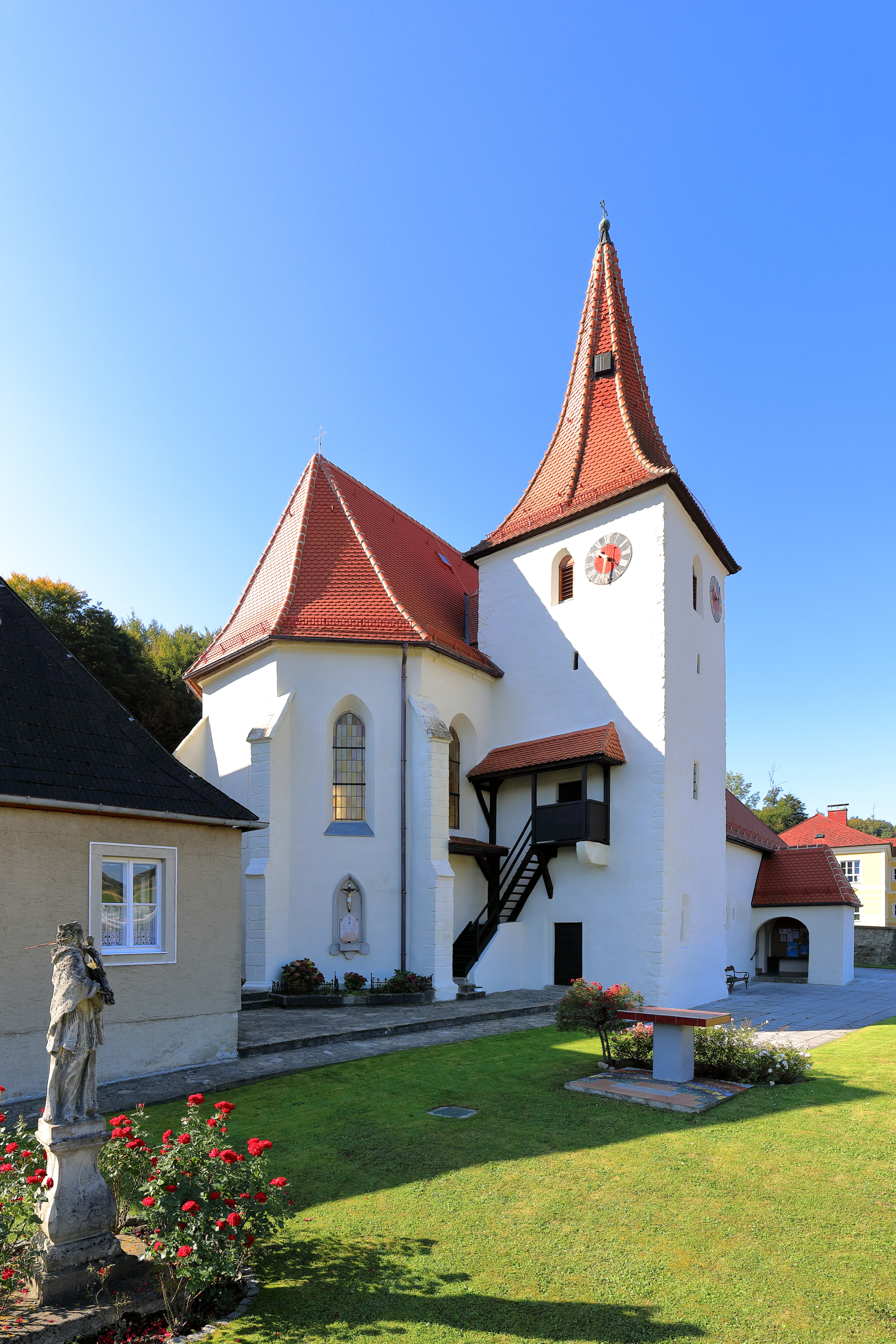
Katholische Pfarrkirche Hll. Simon und Judas Thaddäus in Altlengbach

Die römisch-katholische Pfarrkirche Altlengbach steht auf einem parkartig gestalteten Kirchhügel in der Marktgemeinde Altlengbach im Bezirk St. Pölten-Land in Niederösterreich. Die dem Patrozinium der Heiligen Simon Zelotes und Judas Thaddäus unterstellte Pfarrkirche gehört zum Dekanat Neulengbach in der Diözese St. Pölten. Die Kirche und der ehemalige Friedhof stehen unter Denkmalschutz (Listeneintrag).

## Geschichte
Die Kirche wurde im 11. Jahrhundert (urkundlich 1040) durch die Herren von Lengenbach gegründet und geweiht. Eine Pfarre wurde urkundlich um 1200 genannt. 1253 wurden die Pfarre und die Burg landesfürstlich. Um 1400 löste sich der Herrschaftssitz auf. Urkundlich wurde 1458 der Magdalenenaltar der Liebfrauenzeche „in der Abseiten“ geweiht und wohl in der ersten Hälfte des 16. Jahrhunderts mit dem von Kaiser Friedrich III. gestifteten St. Georgs-Orden verbunden. Von 1515 bis 1529 war Christoph Stenzl als Bruder des St. Georgs-Ordens Pfarrer in Altlengbach. In josephinischer Zeit erlitt die Kirche einen Brand. Die Kirche wurde 1933/1935 renoviert und 1973/1974 restauriert.

## Architektur
Die Kirche und der Pfarrhof sind als Burg-Kirchen-Anlage südlich der Hauptstraße auf einem parkartig gestalteten Hügel ein prägender Teil von Altlengbach. Im Westen ist die Ummauerung der Wehrkirchenanlage teils erhalten, der die Anlage umgebende ringförmige Graben ist im Terrain erkennbar. Das Langhaus der Kirche ging aus einem romanischen Vorgängerbau hervor, der Chor ist frühgotisch/gotisch, der Turm steht auf dem Kern eines wohl romanischen runden Karners.
Das Langhaus unter einem Schopfwalmdach zeigt barocke Lünettenfenster, die schmucklose Westfassade zeigt in den Ecken romanische Traufsteine. Nordseitig befindet sich in einem kleinen kreuzgratgewölbten Vorbau aus dem Ende des 16. Jahrhunderts ein gotisches Spitzbogenportal. Der überhöhte Chor mit einem Fünfachtelschluss hat gestufte Strebepfeiler und zeigt barock erneuerte Spitzbogenfenster. Der ungegliederte quadratische Turm hat Rechteckfenstergewände, Schießscharten, Ortsteine, spitzbogige Schallfenster und einen im 19. Jahrhundert aufgesetzten Pyramidenhelm. Ostseitig führt ein hölzerner Stiegenaufgang zum rechteckigen gotischen Hocheinstieg auf einem mächtigen Konsolstein, nordseitig gibt es einen weiteren gotischen Hocheinstieg. In einem neugotischen Blendbogen ist ein Kruzifix aus 1926.
Das Kircheninnere zeigt ein dreischiffiges dreijochiges Langhaus, im breiten Mittelschiff mit einem Kreuzgewölbe mit wulstartig angeputzten Graten aus dem Ende des 16. Jahrhunderts, das Mittelschiff ist zu den niedrigeren Seitenschiffen durch in Höhe und Breite ungleiche Spitzbögen geöffnet, das nördliche Seitenschiff hat Kreuzgratgewölbe aus dem Ende des 16. Jahrhunderts, das südliche Seitenschiff hat in den zwei westlichen Jochen ein Kreuzgratgewölbe aus dem Ende des 16. Jahrhunderts, das Ostjoch als ehemalige quadratische niedrigere Kapelle ist mit Spitzbögen abgetrennt und hat ein kräftiges schmalkeilförmig profiliertes Kreuzrippengewölbe mit einem Schlussstein aus dem 14. Jahrhundert. Die Westempore im Mittelschiff entstand im Ende des 16. Jahrhunderts, sie ist kreuzgratunterwölbt und mit breiten Segmentbögen geöffnet.
Der spitzbogige Triumphbogen ist abgefast und aus der Mittelachse nach Süden versetzt. Der zweijochige überhöhte Chor in der Breite des Mittelschiffs hat einen Achsknick nach Süden und einen Fünfachtelschluss, er hat ein Kreuzrippengewölbe auf Pyramidenkonsolen und Rippenanläufen aus dem 13. Jahrhundert, in der Süd- und Nordwand des Chores gibt kleine Nischen mit Kleeblatt- bzw. Dreiblattblendmaßwerk, in der Nordwand befindet sich ein spitzbogiges gefastes Portal mit einer Eisenplattentüre aus der ersten Hälfte des 15. Jahrhunderts in das Turmerdgeschoß mit einem Stichkappentonnengewölbe in der Nutzung als Sakristei.
Die Glasmalereien aus 1910 zeigen Herz Mariä, hl. Johannes der Täufer, Maria mit Kind, Herz Jesu und Guter Hirte.

## Ausstattung
Der Hochaltar ist ein barockes Säulenretabel von 1734, er zeigt das Altarblatt der heiligen Maria Magdalena, gemalt von Carl Aigen 1735, und im Volutenauszug eine Statuettengruppe der heiligen Dreifaltigkeit von Matthias Kaiser, der Altartisch mit dem Tabernakel und den seitlich knienden Engelsfiguren entstanden im Ende des 18. Jahrhunderts, seitlich an der Chorwand befinden sich die barocken Statuen der Heiligen Simon und Thaddäus aus dem ersten Drittel des 18. Jahrhunderts.
Der linke Seitenaltar ist ein schlichtes Wandretabel mit einem sarkophagförmigen Tisch aus der zweiten Hälfte des 18. Jahrhunderts, er zeigt das Altarblatt Tod des heiligen Josef aus dem Anfang des 19. Jahrhunderts. Der rechte Seitenaltar ist ein Rahmenretabel in gerundeter Form aus der ersten Hälfte des 18. Jahrhunderts, er zeigt das Altarblatt Unterweisung Mariä von Georg Ridler 1837 und darüber die Statuette Gottvater mit der Weltkugel.
Über dem Triumphbogen befindet sich ein monumentaler Kruzifix aus dem 15. Jahrhundert. Der Taufstein mit einer Muschelschale steht auf einem erneuerten Fuß aus dem Anfang des 18. Jahrhunderts. In der nördlichen Vorhalle befindet sich ein Weihwasserbecken mit einem Wappenschild und den Initialen des Pfarrers C(hristoph) S(tenzl) um 1520. Die Kreuzwegbilder sind aus 1836.
Die Orgel hat ein Werk von Joseph oder Franz Ullmann aus der Mitte des 19. Jahrhunderts in einem klassizistischen Gehäuse mit einem Dreieckgiebel.

## Grabdenkmäler
- Außen zeigt die Kirche drei Priestergrabplatten, einmal mit Christoph Maximilian Angler mit 1754.
- Ein römisches Bruchstück eines Reliefs mit Seegreif, Triton und Meeressteinbock aus dem 2. Jahrhundert.
- Eine verwitterte Priestergrabplatte wohl zum Pfarrer Christoph Stenzl.
- Eine kleine Tafel mit Wappen und den Initialen CS an einem nördlichen Pfeiler.